# 林真里花
林 真里花（はやし まりか、1975年4月17日 - ）は、日本の女優、声優。神奈川県出身。演劇集団 円所属。
父は俳優の林隆三。弟に元俳優の林征生がいる。既婚。

## 人物
桐蔭学園中学・高校卒業後、桐朋学園芸術短期大学専攻科演劇専攻卒業。その後演劇集団 円に所属し、ドラマや舞台などで活動。声優としては『24 -TWENTY FOUR-』（クロエ・オブライエン）など、海外ドラマ・洋画の吹き替えを中心に活躍している。メアリー・リン・ライスカブやケイト・ウィンスレットを多く担当している。
声優として活動するきっかけとなったのはある日劇団の先輩に誘われたのが原因で、デビューは洋画の吹き替えで4歳の女の子の役だった。その日はあまりに出来ず居残りになり何回も撮り直し、くやしさのあまり泣いて帰ったという。後日、別の現場でその作品でキャスティングしたディレクターに「悪かった、お前に4歳の役を振るなんて俺のキャスティングミスだった」と謝罪された。
舞台『世界が緑色だったとき』では父の隆三と共演をしている。
本人は覚えていなかったが、後に見た小学校の卒業文集に書かれていたなりたい職業は「海外リポーター、声優」だった。
2009年10月23日、自らのブログで結婚したことを明かしている。
2010年1月20日、ハリウッドチャンネルで連載しているコラムで、吹き替えを担当している『私の名前はキム・サムスン』のキム・ソナ本人と対談したときのことを明かしている。

## 出演
太字はメインキャラクター。

### テレビドラマ
- 蒼天の夢 松陰と晋作・新世紀への挑戦（2000年、NHK） - 杉文 役
- 指名手配3（2000年、日本テレビ） - 婦警 役
- 大河ドラマ「利家とまつ〜加賀百万石物語〜」（2002年、NHK） - やや 役
- 幸せ咲いた〜結婚相談所物語〜（2003年、東海テレビ）
- 旅行作家・茶屋次郎3（2003年、TX） - 遠山さやか 役
- 離婚旅行（2003年、TBS）
- ウルトラQ dark fantasy 第25話 闇（2004年、テレビ東京） - 後藤美姫 役
- 追跡〜失踪人捜査官・石森新次郎（2008年、TBS） - 坂口智子 役

### テレビアニメ
2002年
- OVERMANキングゲイナー（アデット・キスラー）

2003年
- キノの旅 -the Beautiful World-（ミズローズ）

2005年
- 陰陽大戦記（白銀のチヨロズ）
- ツバサ・クロニクル（絵里衣）

2007年
- 精霊の守り人（粋な女）
- NARUTO -ナルト- 疾風伝（先代里長）

2009年
- DARKER THAN BLACK -流星の双子-（ミチル）
- 戦う司書 The Book ob Bantorra（パーニィ）

2010年
- COBRA THE ANIMATION（ミドラ）
- 閃光のナイトレイド（崔青琳）

2017年
- 血界戦線 & BEYOND（ベルベット・WS・ラインカイマー）
- 牙狼〈GARO〉 -VANISHING LINE-（ナタリア）

2018年
- ヴァイオレット・エヴァーガーデン（乳母）

2019年
- スター☆トゥインクルプリキュア（2019年 - 2020年、やぎ座のプリンセス）

### 劇場アニメ
- 機動戦士ΖガンダムII A New Translation -恋人たち-（2005年、マウアー・ファラオ）
- 劇場版 NARUTO -ナルト- 大興奮!みかづき島のアニマル騒動だってばよ（2006年、アマヨ）
- ANEMONE/交響詩篇エウレカセブン ハイエボリューション（2018年、国連広報）

### Webアニメ
- リーンの翼（2005年、コドール・サコミズ）
- 無限の住人-IMMORTAL-（2019年 - 2020年、百琳[5]）

### ゲーム
2007年
- SDガンダム GGENERATION（2007年 - 2025年、マウアー・ファラオ） - 7作品

2008年
- スーパーロボット大戦Z（アデット・キスラー、マウアー・ファラオ）

2010年
- Another Century's Episode:R（アデット・キスラー）

2011年
- 第2次スーパーロボット大戦Z 破界篇 / 再世篇（アデット・キスラー）

2012年
- アーマード・コアV（ロザリィ）

2013年
- The Wonderful 101（ビジョーヌ）

2017年
- ガンダムバーサス（マウアー・ファラオ）
- ファイナルファンタジーXIV 紅蓮のリベレーター（フォルドラ・レム・ルプス）
- Need for Speed Payback（リナ・ナヴァロ）
- ゴーストリコン ワイルドランズ（カレン・ボウマン）

2019年
- バイオハザード RE:2（アネット・バーキン）
- ゴーストリコン ブレイクポイント（カレン・ボウマン）

2020年
- バイオハザード レジスタンス（アネット・バーキン）

2021年
- LOST JUDGMENT 裁かれざる記憶（楠本玲子）
- 機動戦士ガンダム U.C. ENGAGE（マウアー・ファラオ）

### 吹き替え

#### 担当女優
キャメロン・ディアス
- ギャング・オブ・ニューヨーク（ジェニー・エヴァディーン）※日本テレビ版
- グリーン・ホーネット（レノア・ケース）
- 恋愛だけじゃダメかしら?（ジュールズ）

キム・ソナ
- アイドゥ・アイドゥ 〜素敵な靴は恋のはじまり（ファン・ジアン）
- 女の香り（イ・ヨンジェ）
- 私の名前はキム・サムスン（キム・サムスン）

クレア・デインズ
- 消えた天使（アリスン・ラウリー）
- 17歳の処方箋（スーキー）
- ターミネーター3（ケイト・ブリュースター）※劇場公開・ソフト版

ケイト・ウィンスレット
- ヴェルサイユの宮廷庭師（サビーヌ・ド・バラ）
- エターナル・サンシャイン（クレメンタイン・クルシェンスキー）
- コンテイジョン（エリン・ミアーズ医師）
- スティーブ・ジョブズ（ジョアンナ・ホフマン）
- ブラック・ビューティー（ブラック・ビューティー）
- ホリデイ（アイリス）
- ミルドレッド・ピアース 幸せの代償（ミルドレッド・ピアース）
- レボリューショナリー・ロード/燃え尽きるまで（エイプリル・ウィーラー）

パク・ソルミ
- 風の伝説（ヨンファ）
- キム・マンドク〜美しき伝説の商人（オ・ムンソン）
- 冬のソナタ（オ・チェリン）

ブライス・ダラス・ハワード
- ゴールド/金塊の行方（ケイ）
- ジュラシック・ワールド・エボリューション（クレア・ディアリング）
- ジュラシック・ワールド・エボリューション2（クレア・ディアリング）
- LEGO(R)ジュラシック・ワールド:インドミナス大脱走!（クレア）
- ターミネーター4（ケイト・コナー）

メアリー・エリザベス・ウィンステッド
- 10 クローバーフィールド・レーン（ミシェル）
- ファイナル・デッドコースター（ウェンディ）
- ボビー（スーザン）

メアリー・リン・ライスカブ
- ウィルソン（ジョディ）
- カリフォルニケーション（ゴールディー）
- 救命医ハンク2 セレブ診療ファイル（ブレーク）
- グレイズ・アナトミー 恋の解剖学（マリオン）
- 24 -TWENTY FOUR-（クロエ・オブライエン）
- 24 -TWENTY FOUR- リブ・アナザー・デイ（クロエ・オブライエン）
- ファイヤーウォール（ジャネット・ストーン）※テレビ朝日版

モリーナ・バッカリン
- グリーンランド -地球最後の2日間-（アリソン・ギャリティ）
- デッドプール（ヴァネッサ）
  - デッドプール2
  - デッドプール&ウルヴァリン

ミレイユ・イーノス
- キリング/26日間（サラ・リンデン）
- キリング/17人の沈黙（サラ・リンデン）
- サボタージュ（リジー・マレー）

ロザムンド・パイク
- アウトロー（ヘレン・ロディン）
- 荒野の誓い（ロザリー・クウェイド）
- タイタンの逆襲（アンドロメダ）
- ワールズ・エンド 酔っぱらいが世界を救う!（サム・チェンバレン）

#### 映画
- アイ・カム・ウィズ・ザ・レイン（リリ〈トラン・ヌー・イエン・ケー〉）
- 逢いたくて（ルーシー〈エレーヌ・フィリエール〉）
- 愛と哀しみの果て ※ソフト版
- 愛の落日（フォング〈ドー・ハーイ・イエン〉）
- アサシン クリード（ソフィア・リッキン医師〈マリオン・コティヤール〉[17]）
- アナザー プラネット（ローダ〈ブリット・マーリング〉）
- 陰謀の街 ワンダー（エルザ・ヴァイスロイ〈キャサリン・ウィニック〉[18]）
- ヴァンパイア/最期の聖戦（カトリーナ〈シェリル・リー〉）※テレビ版
- ウォーロード/男たちの誓い（リィエン〈シュー・ジンレイ〉）
- エクストラクション（ヴィクトリア・フェア〈ジーナ・カラーノ〉）
- エスパー（リー〈キャスリーン・ロバートソン〉）
- エミリア・ペレス（エミリア・ペレス〈カルラ・ソフィア・ガスコン〉[19]）
- エラゴン 遺志を継ぐ者（サフィラ）
- エンド・オブ・デイズ（クリスティーン・ヨーク〈ロビン・タニー〉）※テレビ版
- エンバイロン（クリスティーン〈サスキア・グールド〉）
- オデッセイ（メリッサ・ルイス准将〈ジェシカ・チャステイン〉[20]）
- オブセッション 歪んだ愛の果て（シャロン〈ビヨンセ・ノウルズ〉）
- カリフォルニア・ディストラクション（モリー・ダン〈ジェイ・キャッスルズ〉）
- 華麗なるギャツビー（デイジーの母）
- 菊花の香り 〜世界でいちばん愛されたひと〜（チェ・ジョンナン〈ソン・ソンミ〉）
- 危険な遊戯/ハマースミスの6日間（ジョージナ・グレイスン〈エミリー・ロイド〉）
- キス・オブ・デス（ジュード・ワイリー）
- 奇蹟の詩 サード・ミラクル（ロクサンヌ〈アン・ヘッシュ〉）
- キャスパー ※DVD・BD版
- キャデラック・レコード 音楽でアメリカを変えた人々の物語（ジェニーヴァ・ウェイト〈ガブリエル・ユニオン〉）
- キリング・ショット（テス〈マリン・アッカーマン〉）
- キング・ソロモン（キャシー・オブライエン）
- クラッシュ（ドリー）
- 夏至
- ゲット スマート（エージェント99〈アン・ハサウェイ〉）※ソフト版
- ゲット・リッチ・オア・ダイ・トライン（シャーリーン〈ジョイ・ブライアント〉）
- 強奪のトライアングル（リン〈ケリー・リン〉）
- 告発のとき（エミリー・サンダース刑事〈シャーリーズ・セロン〉）
- サッカー・ドッグ ヨーロッパ選手権（ヴェロニカ）
- ザ・セル2（マヤ〈テシー・サンティエゴ〉）
- 史上最悪の学園生活（ジュールズ・カッチャドリアン〈ローレン・グレアム〉）
- シスターズ（ケイト・エリス〈ティナ・フェイ〉）
- ジャージー・ボーイズ（メアリー・デルガド〈レネー・マリーノ〉）
- ジャッキー・チェンの必殺鉄指拳（龍の義姉[21]）※BD新録版
- 純愛中毒（エジュ〈パク・ソニョン〉）
- ショコラ 〜君がいて、僕がいる〜（マリー・グリマルディ〈クロティルド・エスム〉）
- ジョン・カーター（デジャー・ソリス〈リン・コリンズ〉）
- ジングル・オール・ザ・ウェイ2（マーゴ）
- 人生は、時々晴れ（レイチェル〈アリソン・ガーランド〉）
- ストレンジャーズ/戦慄の訪問者（クリスティン・マッケイ〈リヴ・タイラー〉）
- スノーホワイト（王妃[22]）
- スピード・レーサー（ハルコ・トゴカーン〈ユー・ナン〉）
- SLOW BURN 伝説のダイヤモンド（トリーナ〈ミニー・ドライヴァー〉）
- セブンデイズ（ユ・ジヨン〈キム・ユンジン〉）
- その土曜日、7時58分（ジーナ・ハンソン〈マリサ・トメイ〉）
- そんな彼なら捨てちゃえば?（ジャニーン・ガンダース〈ジェニファー・コネリー〉[23]）
- タイタンの戦い（王女アンドロメダ〈アレクサ・ダヴァロス〉）※劇場公開版
- ダウト（ノラ・ティマー〈ジョリーン・ブレイロック〉）
- 007 ロシアより愛をこめて（タチアナ・ロマヴァ〈ダニエラ・ビアンキ〉）※DVD版
- ダブル・トリガー（エイミー・ナッシュ〈ブリアナ・エヴィガン〉）
- チェ 39歳 別れの手紙（タニア〈フランカ・ポテンテ〉）
- チョコレート・ファイター（ジン〈アマラー・シリポン〉）
- チルドレン・オブ・ホァンシー 遥かなる希望の道（リー・ピアソン〈ラダ・ミッチェル〉）
- 翼をください（トリー）
- 冷たい雨に撃て、約束の銃弾を（妊婦〈ミシェル・イェ〉）
- デート & ナイト（アローヨ刑事〈タラジ・P・ヘンソン〉）
- ディセント（レベッカ〈サスキア・マルダー〉）
- デス・サイト（アンナ・マリ〈ステファニア・ロッカ〉）
- デス・ロード 染血（女学生〈エミリー・ブラント〉）
- デビルズ・ダブル -ある影武者の物語-（サラブ〈リュディヴィーヌ・サニエ〉）
- デンジャラス・ビューティー（メアリー・ジョー）※テレビ版
- ドーン・オブ・ザ・デッド（ルダ〈インナ・コロブキナ〉）
- ドラゴンゲート 空飛ぶ剣と幻の秘宝（グー・シャオタン〈リー・ユーチュン〉）
- トランスフォーマー（マギー・マドセン〈レイチェル・テイラー〉[24]）
- トランスフォーマー/ロストエイジ（ダーシー〈ソフィア・マイルズ〉[25]）
- ドルフ・ラングレン ゾンビ・ハンター（イヴリン・ピアース〈クリスティーナ・クリーブ〉）
- 2012（ケイト〈アマンダ・ピート〉）
- ニューヨーク 最後の日々（ジリー・ホッパー〈ティア・レオーニ〉）
- NAKED -ネイキッド-（リタ）
- パーフェクト・センス（スーザン〈エヴァ・グリーン〉）
- パーマネント ミッドナイト（キティ〈マリア・ベロ〉）
- バイオハザードIII（クレア・レッドフィールド〈アリ・ラーター〉）※テレビ朝日版（デラックスエディションBD収録）
- バイオハザードIV アフターライフ（クレア・レッドフィールド〈アリ・ラーター〉[26]）※テレビ朝日版（デラックスエディションBD収録）
- ハサミを持って突っ走る（ホープ〈グウィネス・パルトロー〉）
- バッド・ルーテナント（フランキー・ドネンフィールド〈エヴァ・メンデス〉）
- バトルフロント（ケイシー・ボーダイン〈ケイト・ボスワース〉）
- パニッシャー（リヴィア・セイント〈ローラ・ハリング〉）
- フライング・ジョーズ（レイチェル〈クリスティ・スワンソン〉）
- ブラックパンサー/ワカンダ・フォーエバー（ドクター・グレアム〈レイク・ベル〉[27]）
- フリア よみがえり少女（ラウラ〈バルバラ・レニー〉）
- プルーフ・オブ・マイ・ライフ（キャサリン〈グウィネス・パルトロー〉）
- フルメタルポイント（イヴ）
- ブレイザウェイ（ヘザー）
- ブレイド3（サマーソルド〈ナターシャ・リオン〉）※テレビ東京版
- プロジェクトA2 史上最大の標的（秋玲〈カリーナ・ラウ〉）※BD版
- ペイチェック 消された記憶 ※DVD版
- ベガスの恋に勝つルール（ティッパー〈レイク・ベル〉）
- ヘラクレス（アタランテ〈イングリッド・ボルゾ・ベルダル〉[28]）
- 僕のワンダフル・ライフ（エリザベス〈ジュリエット・ライランス〉）
- ポセイドン 史上最悪の大転覆（シェルビー・クラーク）※テレビ版
- ボルベール〈帰郷〉（ライムンダ〈ペネロペ・クルス〉）
- マザーズ・デイ（ジェシー〈ケイト・ハドソン〉）
- 魔法にかけられて（ナンシー・トレメイン〈イディナ・メンゼル〉）
  - 魔法にかけられて2
- マリー・アントワネットに別れをつげて（マリー・アントワネット〈ダイアン・クルーガー〉）
- ミスター・ロビンの口説き方（キム・ミンジュン〈オム・ジョンファ〉）
- 密告・者（ディー〈グイ・ルンメイ〉）
- みんな元気（ロージー〈ドリュー・バリモア〉）
- ユア・マイ・サンシャイン（ギュリ）
- ラストキング・オブ・スコットランド（ケイ・アミン〈ケリー・ワシントン〉）
- ラストスタンド（サラ・トーランス捜査官〈ジェイミー・アレクサンダー〉）
- リザレクション
- リリィ、はちみつ色の秘密（メイ・ボートライト〈ソフィ・オコニード〉）
- 霊-リョン-（オ・ユジョン）
- ルームメイト2（ジャン・ランバート）
- ローグ・ワン/スター・ウォーズ・ストーリー（ライラ・アーソ〈ヴァリーン・ケイン〉）
- ロードキラー（シャーロット〈ジェシカ・ボウマン〉）
- ロビン・ウィリアムズのクリスマスの奇跡（シャウナ〈ウェンディ・マクレンドン＝コーヴィ〉）
- ワイルド・スピード MAX（トリン捜査官〈ライザ・ラピラ〉）※テレビ朝日版
- ワイルド・スピード EURO MISSION（ライリー〈ジーナ・カラーノ〉[29]）
- WILD HOGS/団塊ボーイズ（マギー〈マリサ・トメイ〉）
- ワンス・アポン・ア・タイム・イン・アメリカ（デボラ〈エリザベス・マクガヴァン〉）※DVD版

#### ドラマ
- アグリー・ベティ（ソフィア）
- アストリッドとラファエル 文書係の事件録（ラファエル・コスト 〈ローラ・ドヴェール〉）
- アブセンシア 〜FBIの疑心〜（エミリー・バーン〈スタナ・カティック〉[30]）
- アメリカン・ゴシック 〜偽りの一族〜（アリソン・ホーソーン＝プライス〈ジュリエット・ライランス〉）
- ER緊急救命室 シーズン13・14（ホープ・ボベック〈ビジー・フィリップス〉）
- ヴァイキング 〜海の覇者たち〜 シーズン1-5（ラゲルサ）
- WITHOUT A TRACE/FBI 失踪者を追え!
  - シーズン2 #8（トレーシー）
  - シーズン3 #4（テリー）
- エイリアス 〜2重スパイの女（ケリー・ペイトン〈エイミー・アッカー〉）
- NCIS:LA 〜極秘潜入捜査班 シーズン4 #22（グレイス・スティーヴンス〈アンドレア・ロス〉）
- NCIS 〜ネイビー犯罪捜査班 シーズン5 #9（エレイン・テイラー大尉〈カリス・キャンベル〉）
- エリザベス1世 〜愛と陰謀の王宮〜
- エレメンタリー2 ホームズ&ワトソン in NY #17（サラ・クッシング〈カーラ・ブオノ〉）
- 悲しき恋歌（イ・スジ）
- 彼女がラブハンター（オ・スジョン〈オム・ジョンファ〉）
- ガンパウダー（アン・ヴォークス〈リヴ・タイラー〉[31]）
- キツネちゃん、何しているの?（パク・スンヘ）
- ギルモア・ガールズ（オナー）
- グッド・ワイフ（モーリッツ、グレッチェン）
- glee/グリー（メルセデス・ジョーンズ〈アンバー・ライリー〉）
- クリミナル・マインド FBI行動分析課
  - シーズン2 #5（キャラハン）
  - シーズン4（ジョーダン・トッド〈ミータ・ゴールディング〉）
- GRIMM/グリム シーズン1 #6（アンジェリーナ・ラッサー〈ジェイミー・レイ・ニューマン〉）
- グレイズ・アナトミー 恋の解剖学（ヴァイオレット・ターナー〈エイミー・ブレネマン〉）
- 刑事ヴァランダー3 白夜の戦慄（アンナ）
- 刑事フォイル 生物兵器（イーディス・アシュフォード）
- コールドケース7 ザ・ファイナル（レイチェル）
- 恋するアンカーウーマン（キミー・キム〈リンゼイ・プライス〉）
- ゴシップガール（ジュリエット・シャープ〈ケイティ・キャシディ〉）
- ザ・パシフィック（リーナ・バジロン軍曹〈アニー・パリッセ〉）
- ザ・ホスピタル（ジュウ・ホイイン）
- ザ・ホワイトハウス（ジョーイ・ルーカス〈マーリー・マトリン〉）
- THE MYTH/神話（サマンサ〈マリカ・シェラワット〉）
- ザ・モーニング・ショー（アレックス・レヴィー〈ジェニファー・アニストン〉）
- CSI:ニューヨーク
  - シーズン6
  - シーズン7（ジェシカ・トンプソン）
  - シーズン8（ミランダ〈アリソン・ミシェルカ〉）
- SHERLOCK（シャーロック）2（キティ・ライリー〈キャサリン・パーキンソン〉）
- 主君の太陽（テ・ゴンシル〈コン・ヒョジン〉）
- 新チャーリーズ・エンジェル（ゾーイ・シンクレア）
- スタートレック:ストレンジ・ニュー・ワールド シーズン1 #7（エンジェル船長〈ジェシー・ジェームズ・カイテル〉）
- スパルタカス ゴッド・オブ・アリーナ（ガイア〈ジェイミー・マーレイ〉）
- セックス/ライフ シーズン2
- ゾウズ・フー・キル 殺意の深層（ミア・ヴォーゲルザン）
- ダーク・マテリアルズ/黄金の羅針盤（セラフィナ・ペカラ〈ルタ・ゲドミンタス〉）
- ターミネーター:サラ・コナー クロニクルズ（ライリー・ドーソン〈レヴェン・ランビン〉）
- CHUCK/チャック（ファティマ・タズィ）
- デスパレートな妻たち7（アンバー・ジェームズ）
- トンイ（チャン・ヒビン〈オクチョン〉〈イ・ソヨン〉）
- ニンフ/妖精たちの誘惑（カティ〈レベッカ・ヴィータラ〉[32]）
- PERSON of INTEREST 犯罪予知ユニット
  - シーズン1 #21（サラ・ジェニングス〈ダグマーラ・ドミンスク〉）
  - シーズン4（マルティーヌ・ルソー〈カーラ・ブオノ〉）
- バーン・ノーティス 元スパイの逆襲（エイプリル、カティア）
- 初恋（スジン）
- バトルスター・ギャラクティカ（シャロン・バレリー “ブーマー”少尉〈グレイス・パーク〉）
- 春のワルツ（ソン・イナ〈イ・ソヨン〉）
- 犯罪心理分析官インゲル・ヴィーク（ウルリカ〈アレクサンドラ・ラパポルト〉）
- ビクトリアス（メリンダ）
- ふたりはお年ごろ（テディ）
- プライベート・プラクティス 迷えるオトナたち（ヴァイオレット・ターナー〈エイミー・ブレネマン〉）
- ブラインドスポット タトゥーの女（ターシャ・ザパタ〈オードリー・エスパーザ〉）
- フラッシュフォワード（オリヴィア・ベンフォード〈ソーニャ・ヴァルゲル〉）
- BONES
  - シーズン1 #8（ジョイ・ディーバー）
  - シーズン4 #8（ヘレン）
  - シーズン6（ハンナ・バーレイ〈キャサリン・ウィニック〉）
- 北欧サスペンス「凍てつく楽園」（ノラ・リンデ〈アレクサンドラ・ラパポルト〉）
- ホワイトチャペル3 終わりなき殺意（モーガン）
- マーベル・シネマティック・ユニバース
  - エージェント・オブ・シールド
    - シーズン1 #9（ハンナ・ハッチンス）
    - シーズン2 - （バーバラ・“ボビー”・モース〈エイドリアンヌ・パリッキ〉）

  - ワンダヴィジョン（アグネス / アガサ・ハークネス〈キャスリン・ハーン〉）
  - アガサ・オール・アロング（アグネス / アガサ・ハークネス〈キャスリン・ハーン〉[33]）
- 魔術師 MERLIN（グウェン〈エンジェル・コールビー〉）
- マスケティアーズ パリの四銃士（ミレディ〈メイミー・マッコイ〉）
- ミス・マープル4 殺人は容易だ（ブリジット・コンウェイ）
- 名探偵ポワロ 葬儀を終えて（ロザムンド）
- 名探偵ポワロ 第三の女（ノーマ・レスタリック）
- リスナー 心を読む青い瞳（シャーリーン・マークス〈リサ・マルコス〉）
- レ・ミゼラブル（マダム・テナルディエ〈オリヴィア・コールマン〉[34]）
- ロック・アップ/スペイン 女子刑務所（スレマ〈ナイワ・ニムリ〉）
- 私はラブ・リーガル2 #1（ワンダ・ウィリアムズ〈ポーラ・ニューサム〉）
- ワンだー・エディ（グウェン・テイラー〈モーガン・キビー〉）

#### リアリティ番組
- ソーイング・ビー（サラ・パスコー／ナレーション）

#### アニメ
- アダムス・ファミリー2 アメリカ横断旅行!（ショーの女性[35]）
- おさるのジョージ（アンディ）
- シンドバッド 7つの海の伝説（マリーナ）
- スター・ウォーズ 反乱者たち（プライス総督）
- スパイダーマン（アンジェラ）
- ヒックとドラゴン
- ホワット・イフ...?（アガサ・ハークネス）
- モンスターハンター: レジェンド・オブ・ザ・ギルド（ナディア[36]）

### テレビ番組
- 爆笑そっくりものまね紅白歌合戦スペシャル（一部のコーナーで『24 -TWENTY FOUR-』のクロエ・オブライエン）
- 土曜スペシャル（2010年9月18日、テレビ東京） - 父の俳優・林隆三と共に秋田駒ヶ岳を旅する。
- 世界の衝撃ストーリー（声の出演）
- ロバート秋山のクリエイターズ・ファイル No.27 「声優 二木陽次」（2017年） - 声優仲間の一人として映像出演[37]。

### ラジオドラマ
- VOMIC ミカド☆ボーイ（桃子[38]）
- 青春アドベンチャー（NHK-FM）
  - 『四日間家族』（2024年10月28日 - 11月8日） - 勝浦 役[39]

### シリーズ一覧
1. ↑  『SPIRITS』（2007年）、『WARS』（2009年）、『WORLD』『3D』（2011年）、『OVER WORLD』（2012年）、『GENESIS』（2016年）、『ETERNAL』（2025年）